# Weißgerberstraße

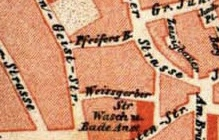
Stadtplan von 1885 mit Weißgerberstraße, Karte nicht eingenordet, Norden ist rechts

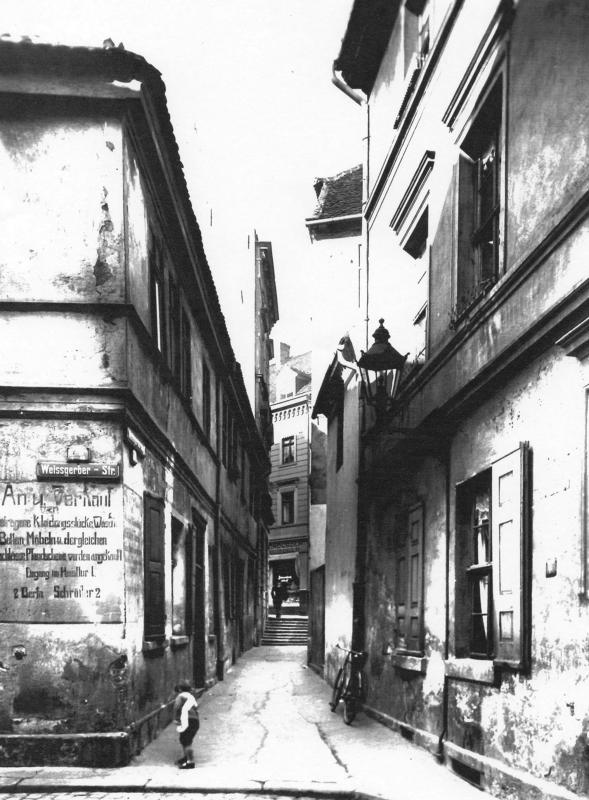
Blick vom nördlichen Ende der Weißgerberstraße nach Westen in den Weißgerbersteg, um 1930

Die Weißgerberstraße war eine Straße in Magdeburg im heutigen Sachsen-Anhalt. Nach Zerstörungen im Zweiten Weltkrieg war die Straße aufgegeben worden. 2021 begann eine öffentliche Diskussion über die Wiedererrichtung des Straßenzugs.

## Lage und Verlauf
Die Straße befand sich im östlichen Teil der Magdeburger Altstadt. Sie führte von der Heiligegeiststraße in nordöstlicher Richtung zum Weißgerbersteg.
Nach Einführung der straßenweisen Hausnummerierung befand sich die Nummer 1 am südlichen Ende auf der Ostseite, nahe der Heiligegeiststraße. Die Nummerierung verlief dann aufsteigend nach Norden bis zum Weißgerbersteg und von dort auf der Westseite weiter aufsteigend zurück zur Heiligegeiststraße. Die kurze Straße umfasste eine Länge von weniger als 100 Metern.

## Geschichte
Der Straßenname ist erstmals für das Jahr 1523 als witgerwerstrate urkundlich belegt, dürfte jedoch, wie die Straße selbst, deutlich älter sein und auf das Mittelalter zurückgehen. Der Name dürfte auf die Weißgerber zurückgehen, die in der Nähe der Straße, die in der Vergangenheit noch dichter an der Elbe lag, zu bearbeitende Felle in das Wasser legten. Vor 1631 wohnte auch der Scharfrichter und Abdecker in der Straße. Dies führte dazu, dass von 1631 bis in die Zeit um 1730 die Straße auch mit einem Nebennamen als Diebeshenker-, Henker- oder Nachrichtergasse bezeichnet wurde. Zwischen der Zeit um 1730 und 1807 wurde auch der Name Kleine Schindergasse verwandt. Das Kleine diente dabei zur Unterscheidung zur Großen Schindergasse, einem anderen Namen für die damals bestehende Wallstraße.
Die Bebauung der Straße wurde bei der Zerstörung Magdeburgs 1631 zerstört. Danach erfolgte über längere Zeiträume hinweg eine Neubebauung. 1831/1832 wohnten in der Straße 157 Menschen in elf Gebäuden.

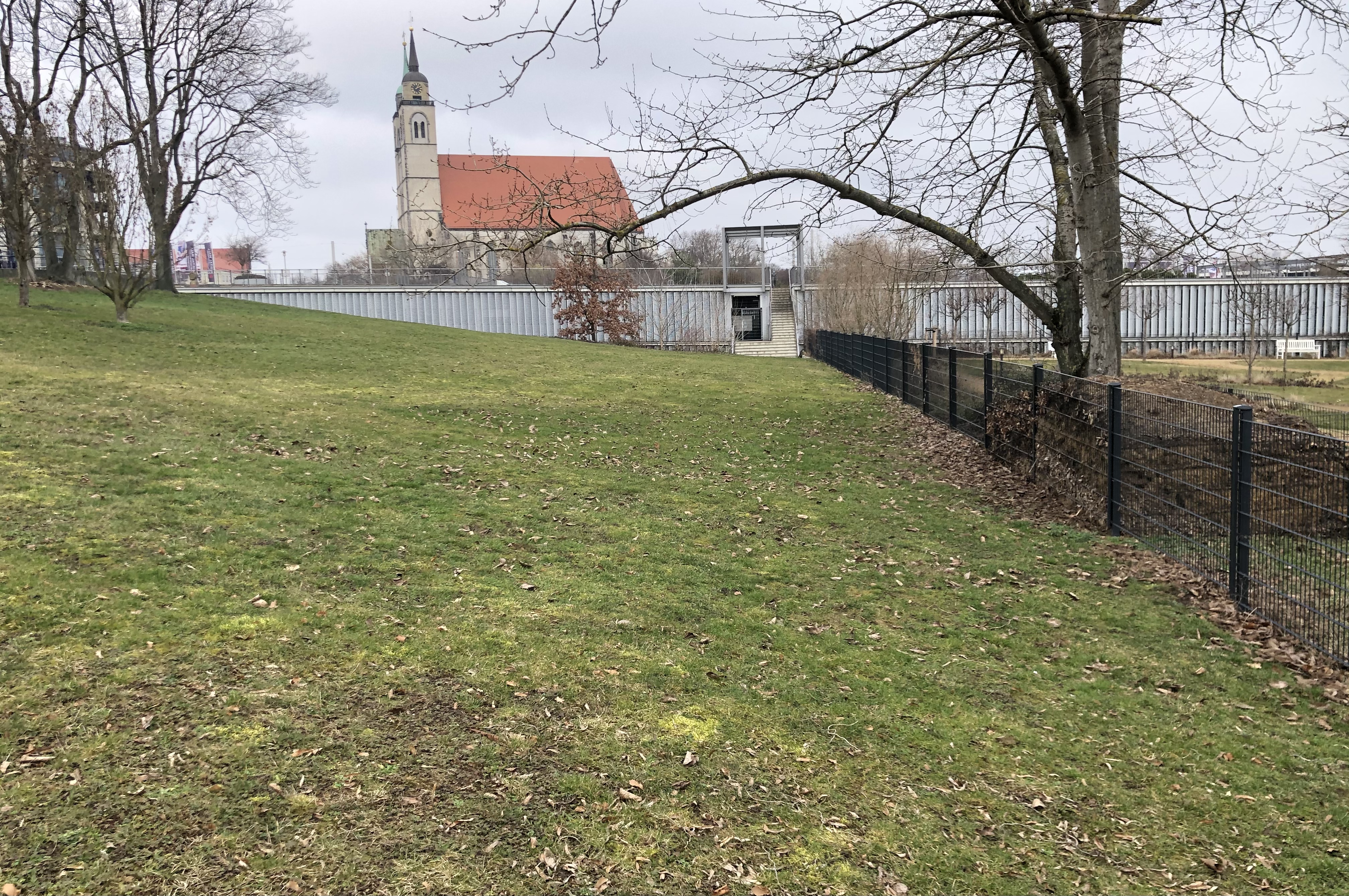
Blick von Süden entlang des Verlaufs der ehemaligen Weißgerberstraße, 2021

Während des Zweiten Weltkriegs wurde die Magdeburger Innenstadt und dabei auch der Bereich der Weißgerberstraße wieder schwer zerstört. In der Zeit der DDR erfolgte ein Wiederaufbau der Innenstadt, der sich in weiten Teilen nicht an die historische Stadtstruktur hielt. Die um 1964 noch erhaltene Bebauung Weißgerberstraße 7 bis 10 wurde abgerissen. Die Weißgerberstraße wurde dann aufgegeben und Teil einer ausgedehnten Grünfläche, die sich südöstlich des Allee-Centers erstreckt.
2021 trat der ehemalige Magdeburger Oberbürgermeister Willi Polte gemeinsam mit dem ehemaligen Baubeigeordneten Werner Kaleschky und den ehemaligen Leitern des Stadtplanungsamtes Eckhart Peters und Heinz-Joachim Olbricht mit einem Plan zur Wiedererrichtung unter anderem der Straße an die Öffentlichkeit, wobei eine kleinteilige Bebauung auf der Westseite mit zum Teil historisierenden Fassaden vorgeschlagen wird. Das Konzept sieht auch eine teilweise Wiederanlage der Heiligegeiststraße und des Pfeifersbergs sowie eine Wiederbebauung der Nordseite der Großen Klosterstraße vor.

## Historische Häuser der Weißgerberstraße
| Hausnummer | Name            | Bemerkungen | Bild |
| ---------- | --------------- | --- | ---- |
| 1          |                 | Vermutlich gehörte das Grundstück bis 1706 zur Heiligegeiststraße 17/18. In diesem Jahr erwarb es Kaufmann Kaspar Wagener für 100 Taler von deren Eigentümer. Wagener gestaltete das Areal als Garten, den er bis 1723 besaß. |      |
| 2          |                 | Das Grundstück gehörte als Hinterhaus zum Grundstück Fürstenstraße 28. In der Zeit um 1869 erwarb Hotelbesitzer Grützmacher, dem die Fürstenstraße 27 gehörte, das Grundstück. Er ließ die alte Bebauung abreißen und errichtete einen Saalbau. Um 1921 wurde das Grundstück an den Eigentümer der Fürstenstraße 26 veräußert. |      |
| 3          |                 | Bei dem Grundstück handelte es sich um ein Lehn des Klosters Unser Lieben Frauen. Es gehörte, wie auch die Nummern 4, 5, 6a und 6b, als Hinterstelle zum Haus Fürstenstraße 23b. 1634 wurde das als Garten genutzte Grundstück für 160 Taler von Mathias Hellwig an Samuel Krumpe verkauft. Noch bis 1719 gehörte das Areal jedoch weiterhin zur Fürstenstraße 23b. Dann veräußerte der Arzt Dr. Hans Hahne das mit einem neuen Haus bebaute Grundstück für 170 Taler an den Arbeiter Hans Ballerstedt. Ballerstedt blieb bis 1749 Eigentümer. |      |
| 4          |                 | Bis in die Zeit um 1700 gehörte das Grundstück, wie auch die Nummern 3, 5, 6a und 6b zum Haus Fürstenstraße 23b. Dann brannte es jedoch ab. Bis 1732 wurde die Witwe von Christian Drebers als Eigentümerin geführt. Im 20. Jahrhundert stand hier ein dreigeschossiges Wohn- und Geschäftshaus mit Seiten- und Hinterhaus und insgesamt elf kleineren Wohnungen. |      |
| 5          |                 | Das Grundstück gehörte, wie auch die Nummern 3, 4, 6a und 6b, als Hinterstelle zum Haus Fürstenstraße 23b. 1724 wurde es dann von dessen Eigentümer an Peter Weinreich veräußert. |      |
| 6a, b      |                 | Die Grundstücke 6a und 6b gehörten als Hinterstelle zum Haus Fürstenstraße 23b. Die 6a wurde 1859/1860 abgerissen und Teil des neu errichteten Friedrichsbads. |      |
| 6c         |                 | Lehn des Klosters Unser Lieben Frauen. Vor dem Jahr 1631 besaß es Joachim Müller. Für 1631 war der Branntweinbrenner Christian Müller als Eigentümer verzeichnet. Müllers Erben veräußerten das leere Grundstück im Jahr 1659 für 20 Taler an den Materialisten Konrad Schreck. Schreck nutzte das Grundstück als Garten. Einer seiner Nachfahren erwarb später das Grundstück Weißgerbersteg 1 hinzu. Zumindest Ende der 1930er Jahre befand sich die Schneiderei Friedrich Witte im Haus. |      |
| 6d         |                 | In den Jahren 1631 und 1651 gehörte das Haus den Erben von David Pätzler (auch Pitscher), später wurde es mit dem Grundstück Berliner Straße 18a zusammengelegt. Während des Zweiten Weltkriegs blieb die Bebauung erhalten und bestand noch bis in die 1960er Jahre, wurde dann jedoch abgerissen. |      |
| 7          | Kuhhirtenhaus   | Es handelte sich um das Kuhhirtenhaus der drei Oberpfarren. |      |
| 8          | Scharfrichterei | Das Haus bildete mit der Nummer 9 eine Einheit und war vor 1631 die Scharfrichterei und Abdeckerei. Diese Funktion hatte das Haus über sehr lange Zeit. Die Einrichtung ging auf die Zeit zurück, als das Gebäude noch vor der Stadtmauer lag. Nach der Erweiterung der Stadtmauer war zunächst die Abdeckerei noch vor 1631 an den Stadtrand in die Wallstraße verlegt worden. Der Nachrichter Georg Gebhard war aber noch 1657 Eigentümer der Weißgerberstraße 8/9. Er verkaufte dann jedoch diese Grundstücke und verlegte seinen Sitz ebenfalls in die Wallstraße. Im Jahr 1717 verkaufte die Witwe von Krispin Gravesand an Adam Herwig. Schon 1719 veräußerte Herwigs Witwe das Haus Nummer 8 für 150 Taler an den Maurer Johann Nikolaus Thyme. In einem Schreiben aus dem Jahr 1905 bezeichnete die Gesundheitskommission das Haus als eine der elendsten Baracken der Stadt. 1930 gab ein Mieter des Hauses an, dass sie zu viert in einer aus Kammer und Küche bestehenden 15 m²-Wohnung leben unter deren Dielen fast keine Verschalung bestünde. Ein Waschhaus gab es im Haus nicht. |      |
| 9          |                 | Das Haus gehörte wohl bis 1719 zum Haus Nummer 8 und gehörte dann Johann Christoph Herwig. |      |
| 10         |                 | Im Jahr 1651 gehörte es Joachim Rieke, 1683 war der Eigentümer dann jedoch unbekannt. Erst ab 1723 wurden Eigentümer verzeichnet. Auf der Rückseite des Grundstücks verlief zumindest noch 1863 die historische Stadtmauer. |      |